# Stylomesus inermis
Stylomesus inermis är en kräftdjursart som först beskrevs av Vanhoeffen 1914.  Stylomesus inermis ingår i släktet Stylomesus och familjen Ischnomesidae. Utöver nominatformen finns också underarten S. i. pacificus.